# Сантьяго (Северный Сантандер)
Сантьяго (исп. Santiago) — город и муниципалитет в северо-восточной части Колумбии, на территории департамента Северный Сантандер. Входит в состав Центрального субрегиона.

## История
Поселение, из которого позднее вырос город, было основано в 1742 году Игнасио Ромеро Камачо. Муниципалитет Сантьяго был выделен в отдельную административную единицу в 1911 году.

## Географическое положение
Город расположен в центральной части департамента, в горной местности Восточной Кордильеры, на расстоянии приблизительно 18 километров к западу-юго-западу (WSW) от города Кукута, административного центра департамента. Абсолютная высота — 435 метров над уровнем моря.
Муниципалитет Сантьяго граничит на севере и северо-востоке с территорией муниципалитета Эль-Сулия, на востоке — с муниципалитетом Сан-Каетано, на юго-востоке — с муниципалитетом Дурания, на юго-западе — с муниципалитетом Саласар-де-Лас-Пальмас, на западе — с муниципалитетом Грамалоте. Площадь муниципалитета составляет 173 км².

## Население
По данным Национального административного департамента статистики Колумбии, совокупная численность населения города и муниципалитета в 2015 году составляла 2823 человека.
Динамика численности населения муниципалитета по годам:
| 2005 | 2006 | 2007 | 2008 | 2009 | 2010 | 2011 | 2012 | 2013 | 2014 | 2015 |
| ---- | ---- | ---- | ---- | ---- | ---- | ---- | ---- | ---- | ---- | ---- |
| 2679 | 2698 | 2711 | 2724 | 2736 | 2750 | 2768 | 2783 | 2799 | 2801 | 2823 |

Согласно данным переписи 2005 года мужчины составляли 53,8 % от населения Сантьяго, женщины — соответственно 46,2 %. В расовом отношении всё население города составляли белые и метисы.
Уровень грамотности среди всего населения составлял 86,2 %.

## Экономика
Основу экономики Сантьяго составляет сельское хозяйство.
45,3 % от общего числа городских и муниципальных предприятий составляют предприятия торговой сферы, 42,1 % — предприятия сферы обслуживания, 12,6 % — промышленные предприятия.